# Biyu
Biyu  was koning van Paekche, Korea van ca.430 tot 455.
Volgens de kroniek Samguk Sagi was Biyu de zoon van Guisin, volgens andere bronnen was hij de halfbroer van Guisin.
Tijdens zijn regeerperiode zocht Paekche toenadering met Silla een van de Drie koninkrijken van Korea.